# Кумисбеков, Кенжебек
Кенжебек Кумисбеков (23 ноября 1927, а. Кумгуль Коргалжынского района Акмолинской области — 1997, Алматы) — советский и казахстанский композитор, заслуженный деятель искусства Казахстана (1978), народный артист Казахстана (1984).

## Биография
В 1955 году окончил факультет народных инструментов (класс домбры К.Мухитова), в 1965 году факультет композиции (класс профессора Е. Г. Брусиловского).
Автор произведения для оркестра народных инструментов и оркестра «Отырар сазы». Основные музыкальные поэмы: «Шалқыма», «Еңбек салтанаты», «Достық мерекесі», «Дала сыры», «Ой пернесі», «Фараби сазы», «Қорқыт туралы аңыз» и др. известные в народе песни и романсы.
С 1971 года занимался педагогической деятельностью в Алматинской консерватории.
Лауреат Государственной премии Казахстана (1988).
Скончался в 1997 году, похоронен на Кенсайском кладбище.

## Сочинения
- Ән және романстар. — А., 1971.
- Шалқыма (поэмалар жинағы). — А., 1977.